# 3287 Olmstead
3287 Olmstead (1981 DK1) là một tiểu hành tinh bay qua Sao Hỏa được phát hiện ngày 28 tháng 2 năm 1981 bởi S. J. Bus ở Siding Spring.